# 橋本武広
橋本 武広（はしもと たけひろ、1964年9月18日 - ）は、青森県上北郡七戸町出身の元プロ野球選手（投手）・コーチ、解説者。

## 来歴・人物
七戸高時代は甲子園出場こそないものの、その非凡なセンスは青森県内で知れ渡っていた。3年次の1982年、春季東北大会県予選準々決勝では八戸西高を相手に延長10回まで無走者無失点、延長18回まで零封（0－0で再試合の末に敗退）という記録を作った。同年県大会はノーヒットノーランも達成して準決勝に進むが、木造高に敗退。
高校卒業後、東京農業大学へ進学。東都大学リーグでは長く二部に低迷していたが、4年次の1986年春季で二部優勝、入替戦で日大を降し一部昇格に貢献した。秋は専修大の関清和に2戦連続で投げ勝ち2勝5敗、防御率1.95の成績を残すも、チームは最下位となって入替戦でも敗れた。
大学卒業後、1987年にプリンスホテルへ入社。同期に後に西武でもチームメイトとなる石井丈裕がいた。当初はレベルの高さに驚き、キャンプ中に行われた大学卒業式で帰京した際にそのまま地元に戻ってしまったが、石山建一監督に説得された。
1989年の都市対抗に出場しリリーフとして活躍。大昭和製紙北海道との決勝でも抑えとして起用され、チーム初優勝に大きく寄与した。この時のチームメートに石井浩郎、住吉義則がいた。
同年のドラフト会議で福岡ダイエーホークスに3位指名され、即戦力の先発投手として期待された。しかしスタミナに課題があり、中盤に打ち込まれ負けるケースが多く(ダイエー時代の勝敗は全て先発時のもの)、3年目以降はアマチュア時代慣れ親しんだリリーフになった。これといった実績を残せないまま、1993年オフに秋山幸二・渡辺智男・内山智之との交換トレードで佐々木誠・村田勝喜と共に西武ライオンズに移籍。
1994年10月7日の対ダイエー戦（西武球場）で9回表に4番手で救援登板し、1回無失点で移籍後初セーブを挙げた。
1995年4月11日の対千葉ロッテマリーンズ戦（西武球場）では4-4の同点の9回ツーアウトの場面で2番手で救援登板し、1/3回無失点に抑え、直後にチームがサヨナラ勝ちしたため、移籍後2年目で初の勝利投手となった。東尾修監督は地味な中継ぎ役を黙々とこなす橋本を高く評価し、この年から主にワンポイントリリーフで7年連続50試合以上登板を果たすことになる。
1997年には終盤リーグ優勝が確定的となり、優勝決定試合でのいわゆる胴上げ投手を任される予定であったが、この年西武はサヨナラ勝ちでリーグ優勝を決め（勝利投手は森慎二）、また日本シリーズはヤクルトスワローズに敗れ、達成できなかった。
1998年9月8日の対オリックス・ブルーウェーブ戦（グリーンスタジアム神戸）で2-2の同点で迎えた9回途中から4番手で救援登板し、延長12回まで無失点に抑えた。延長12回無死の場面ではパ・リーグの投手として6年ぶりに打席に立つが、木田優夫相手に三振に倒れた。同年にはリーグ連覇を達成し、優勝決定試合において橋本は9回から登板し、1回を無失点に抑え念願の胴上げ投手になった。
2001年、5月5日の対日本ハムファイターズ戦（東京ドーム）で9回裏に2番手で救援登板、439試合連続救援登板となり、438試合連続救援登板の清川栄治の記録を超えた。
2002年、監督が東尾から伊原春樹に代わり、伊原がワンポイント登板を極力行わない方針を採ったことによる起用法の変化に加え、自身の不振も重なり打ち込まれてしまう。二軍調整中だった5月27日にトム・エバンスとの交換トレードで阪神タイガースに移籍。9月22日の対広島東洋カープ戦（阪神甲子園球場）で9回表に4番手で救援登板し、1回無失点で移籍後初勝利を挙げたが、移籍先でも打ち込まれ、わずか15試合登板に終わる。
2003年4月22日に吉田篤史との交換トレードでロッテに移籍したが、衰えは隠せず成績不振もあり、同年10月13日に現役を引退。これで、橋本が続けていた連続試合救援登板記録は526試合でストップした。
引退後はJ SPORTS解説者の傍ら、母校・東農大でコーチを務めていたが、2010年からは古巣・埼玉西武ライオンズに一軍投手コーチ（ブルペン担当）として復帰。2011年からは二軍投手コーチに配置転換された。2013年10月17日に球団より翌年のコーチ契約を結ばないことが発表された。
2014年からはテレ朝チャンネル2、2015年からはフジテレビTWOの解説者として活動。
2020年からは三菱自動車岡崎硬式野球部のコーチに就任し、2023年まで務めた。

## 詳細情報

### 年度別投手成績
| 年 度      | 球 団      | 登 板 | 先 発 | 完 投 | 完 封 | 無 四 球 | 勝 利 | 敗 戦 | セ 丨 ブ | ホ 丨 ル ド | 勝 率 | 打 者 | 投 球 回 | 被 安 打 | 被 本 塁 打 | 与 四 球 | 敬 遠 | 与 死 球 | 奪 三 振 | 暴 投 | ボ 丨 ク | 失 点 | 自 責 点 | 防 御 率 | W H I P |
| ---------- | ---------- | ----- | ----- | ----- | ----- | -------- | ----- | ----- | -------- | ----------- | ----- | ----- | -------- | -------- | ----------- | -------- | ----- | -------- | -------- | ----- | -------- | ----- | -------- | -------- | ------- |
| 1990       | ダイエー   | 20    | 6     | 0     | 0     | 0        | 1     | 5     | 0        | --          | .167  | 235   | 51.2     | 57       | 4           | 32       | 1     | 1        | 42       | 1     | 0        | 34    | 32       | 5.57     | 1.72    |
| 1991       | ダイエー   | 17    | 7     | 0     | 0     | 0        | 1     | 4     | 0        | --          | .200  | 205   | 44.1     | 55       | 8           | 25       | 0     | 1        | 27       | 6     | 1        | 33    | 27       | 5.48     | 1.80    |
| 1992       | ダイエー   | 12    | 0     | 0     | 0     | 0        | 0     | 0     | 1        | --          | ----  | 61    | 11.0     | 17       | 0           | 9        | 0     | 1        | 1        | 1     | 0        | 15    | 7        | 5.73     | 2.36    |
| 1993       | ダイエー   | 20    | 0     | 0     | 0     | 0        | 0     | 0     | 0        | --          | ----  | 194   | 44.0     | 56       | 1           | 14       | 0     | 0        | 23       | 3     | 0        | 20    | 16       | 3.27     | 1.59    |
| 1994       | 西武       | 22    | 0     | 0     | 0     | 0        | 0     | 0     | 1        | --          | ----  | 137   | 34.2     | 26       | 3           | 12       | 0     | 1        | 39       | 1     | 0        | 11    | 11       | 2.86     | 1.10    |
| 1995       | 西武       | 58    | 0     | 0     | 0     | 0        | 3     | 1     | 1        | --          | .750  | 169   | 41.2     | 35       | 3           | 14       | 1     | 1        | 40       | 1     | 1        | 9     | 9        | 1.94     | 1.18    |
| 1996       | 西武       | 55    | 0     | 0     | 0     | 0        | 0     | 0     | 8        | --          | ----  | 149   | 35.2     | 29       | 3           | 21       | 3     | 0        | 24       | 1     | 0        | 9     | 9        | 2.27     | 1.40    |
| 1997       | 西武       | 68    | 0     | 0     | 0     | 0        | 2     | 1     | 1        | --          | .667  | 184   | 48.1     | 33       | 2           | 18       | 4     | 1        | 43       | 0     | 0        | 10    | 9        | 1.68     | 1.06    |
| 1998       | 西武       | 66    | 0     | 0     | 0     | 0        | 1     | 4     | 5        | --          | .200  | 176   | 43.1     | 30       | 4           | 17       | 7     | 1        | 27       | 3     | 0        | 20    | 17       | 3.53     | 1.08    |
| 1999       | 西武       | 55    | 0     | 0     | 0     | 0        | 1     | 2     | 3        | --          | .333  | 122   | 28.0     | 29       | 3           | 10       | 1     | 3        | 26       | 1     | 0        | 11    | 11       | 3.54     | 1.39    |
| 2000       | 西武       | 65    | 0     | 0     | 0     | 0        | 2     | 2     | 0        | --          | .500  | 174   | 42.0     | 32       | 1           | 17       | 4     | 1        | 38       | 2     | 0        | 15    | 14       | 3.00     | 1.17    |
| 2001       | 西武       | 60    | 0     | 0     | 0     | 0        | 0     | 2     | 0        | --          | .000  | 125   | 32.1     | 22       | 2           | 10       | 1     | 1        | 26       | 3     | 0        | 11    | 11       | 3.06     | 0.99    |
| 2002       | 西武       | 4     | 0     | 0     | 0     | 0        | 0     | 0     | 0        | --          | ----  | 19    | 3.0      | 8        | 2           | 1        | 0     | 0        | 3        | 0     | 0        | 5     | 5        | 15.00    | 3.00    |
| 2002       | 阪神       | 15    | 0     | 0     | 0     | 0        | 1     | 0     | 0        | --          | 1.000 | 36    | 5.1      | 14       | 0           | 6        | 0     | 0        | 2        | 1     | 0        | 8     | 8        | 13.50    | 3.75    |
| '02計      | 阪神       | 19    | 0     | 0     | 0     | 0        | 1     | 0     | 0        | --          | 1.000 | 55    | 8.1      | 22       | 2           | 7        | 0     | 0        | 5        | 1     | 0        | 13    | 13       | 14.04    | 3.48    |
| 2003       | ロッテ     | 23    | 0     | 0     | 0     | 0        | 0     | 1     | 0        | --          | .000  | 77    | 17.1     | 15       | 2           | 10       | 0     | 2        | 13       | 0     | 0        | 13    | 13       | 6.75     | 1.44    |
| 通算：14年 | 通算：14年 | 560   | 13    | 0     | 0     | 0        | 12    | 22    | 20       | --          | .353  | 2063  | 482.2    | 458      | 38          | 216      | 22    | 14       | 374      | 24    | 2        | 224   | 199      | 3.71     | 1.40    |

- 各年度の太字はリーグ最高

### タイトル
- 最多ホールド投手：1回 （1997年[14]）

### 記録
初記録
投手記録
- 初登板・初先発登板：1990年4月30日、対日本ハムファイターズ6回戦、5回2/3を5失点で敗戦投手[15]
- 初勝利・初先発勝利：1990年10月15日、対近鉄バファローズ26回戦、7回2/3を5安打1失点[16]
- 初セーブ：1992年4月29日、対オリックス・ブルーウェーブ5回戦（グリーンスタジアム神戸）、10回裏一死に3番手で救援登板・完了、2/3回無失点[17]

打撃記録
- 初打席：1998年9月8日、対オリックス・ブルーウェーブ19回戦（グリーンスタジアム神戸）、12回表に木田優夫から三振[6]

節目の記録
- 500試合登板：2001年7月30日、対福岡ダイエーホークス16回戦（西武ドーム）、11回表一死に2番手で救援登板、1/3回無失点 ※史上70人目[18]

その他の記録
- オールスターゲーム出場：1回（2001年）
- 526試合連続救援登板（2008年4月25日に藤田宗一が記録更新）[12]

### 背番号
- 16（1990年 - 1993年）
- 34（1994年 - 2002年途中、2003年 - 同年途中）
- 59（2002年途中 - 同年終了）
- 13（2003年途中 - 同年終了）
- 77（2010年 - 2013年）